# Diorama de Louis Daguerre
Pour les articles homonymes, voir Diorama (homonymie) et Louis Daguerre.

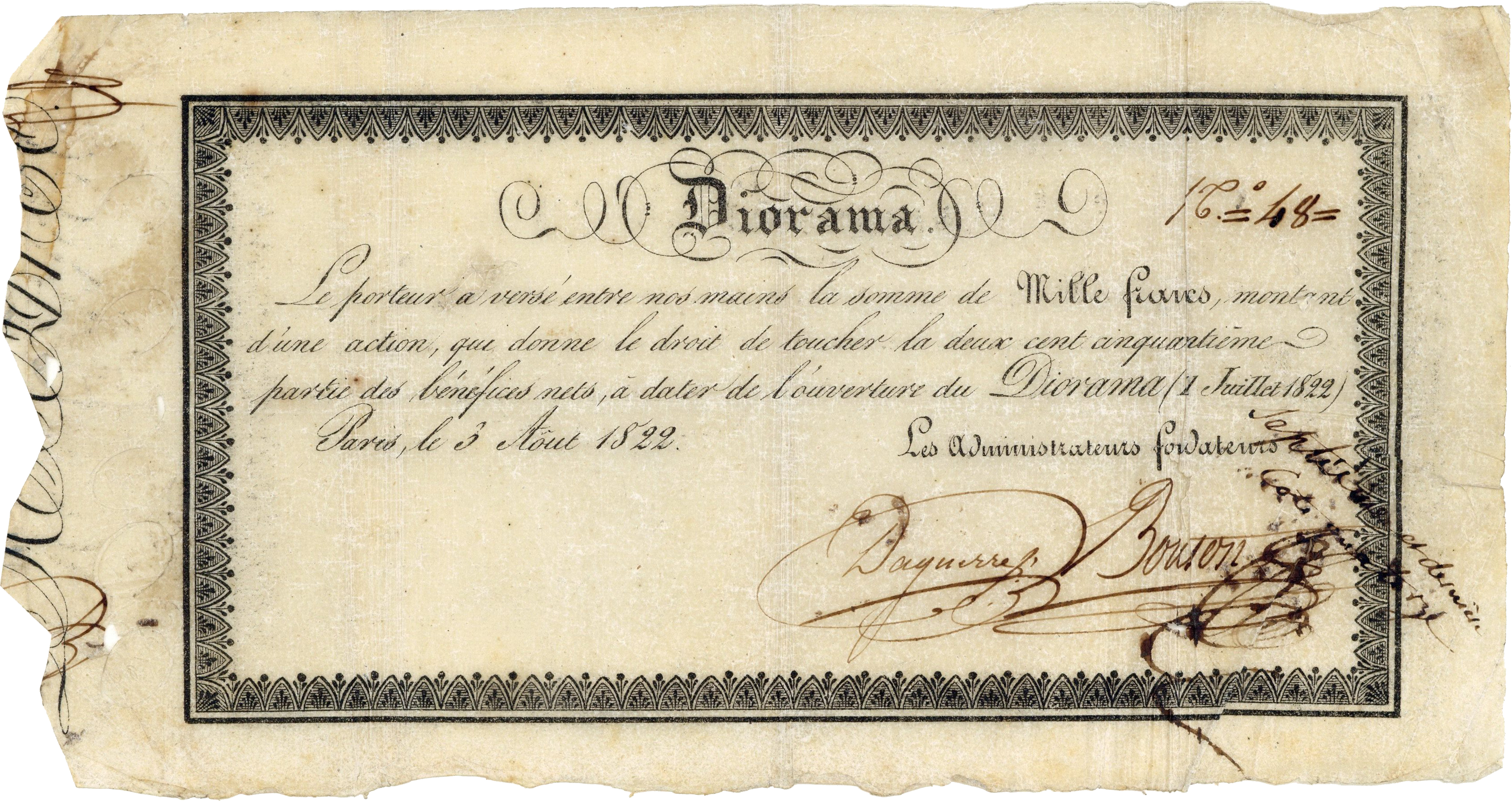
Action de la Société d'exploitation du Diorama de Paris de 1000 francs, émise le 3 août 1822, signée en original par les deux inventeurs et administrateurs fondateurs Charles Marie Bouton et Louis Daguerre

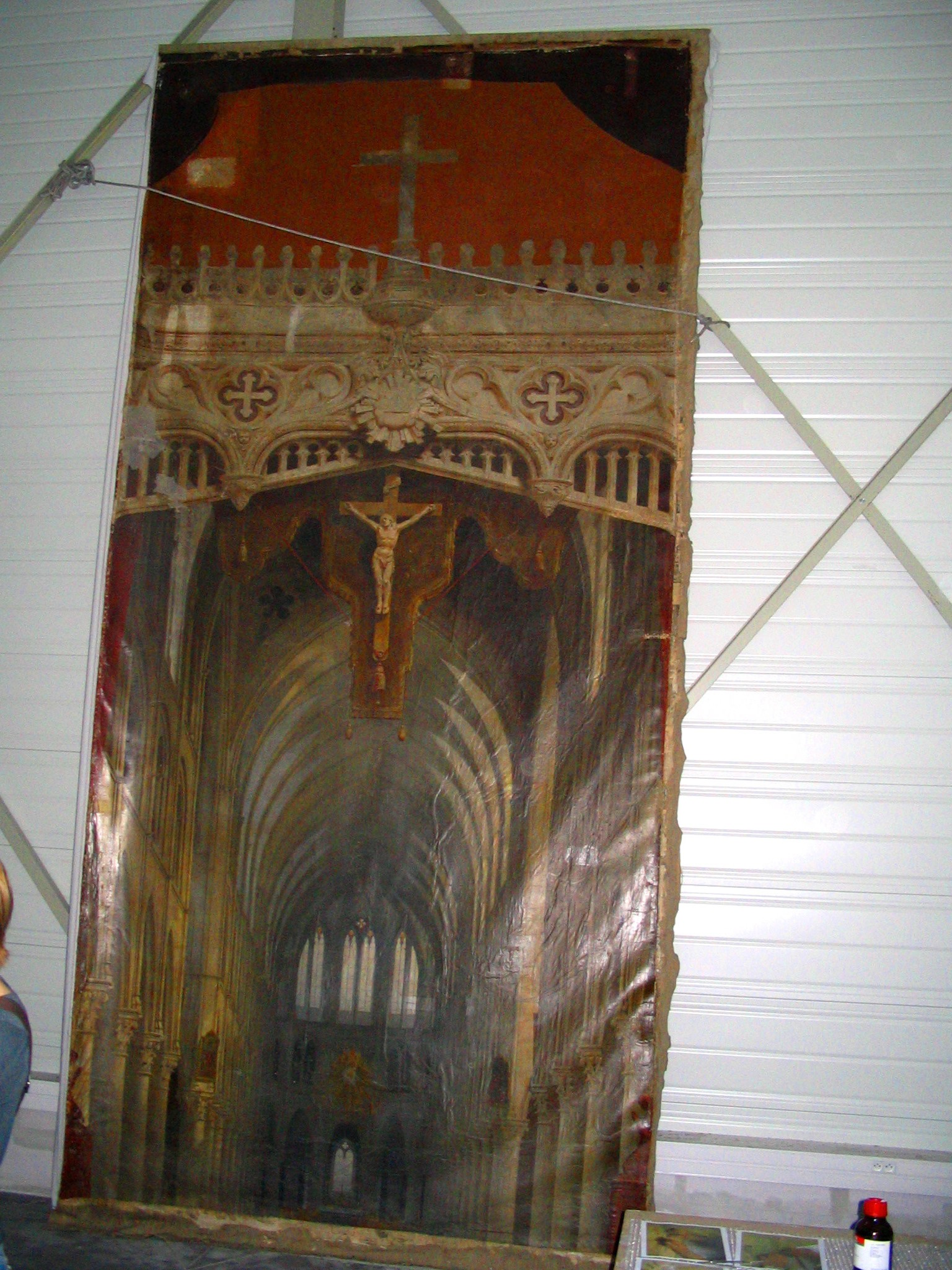
Panneau central du seul diorama subsistant de Louis Daguerre dans l'atelier de restauration de Bry-sur-Marne, septembre 2007. http://81.252.98.33:6001 Webcam

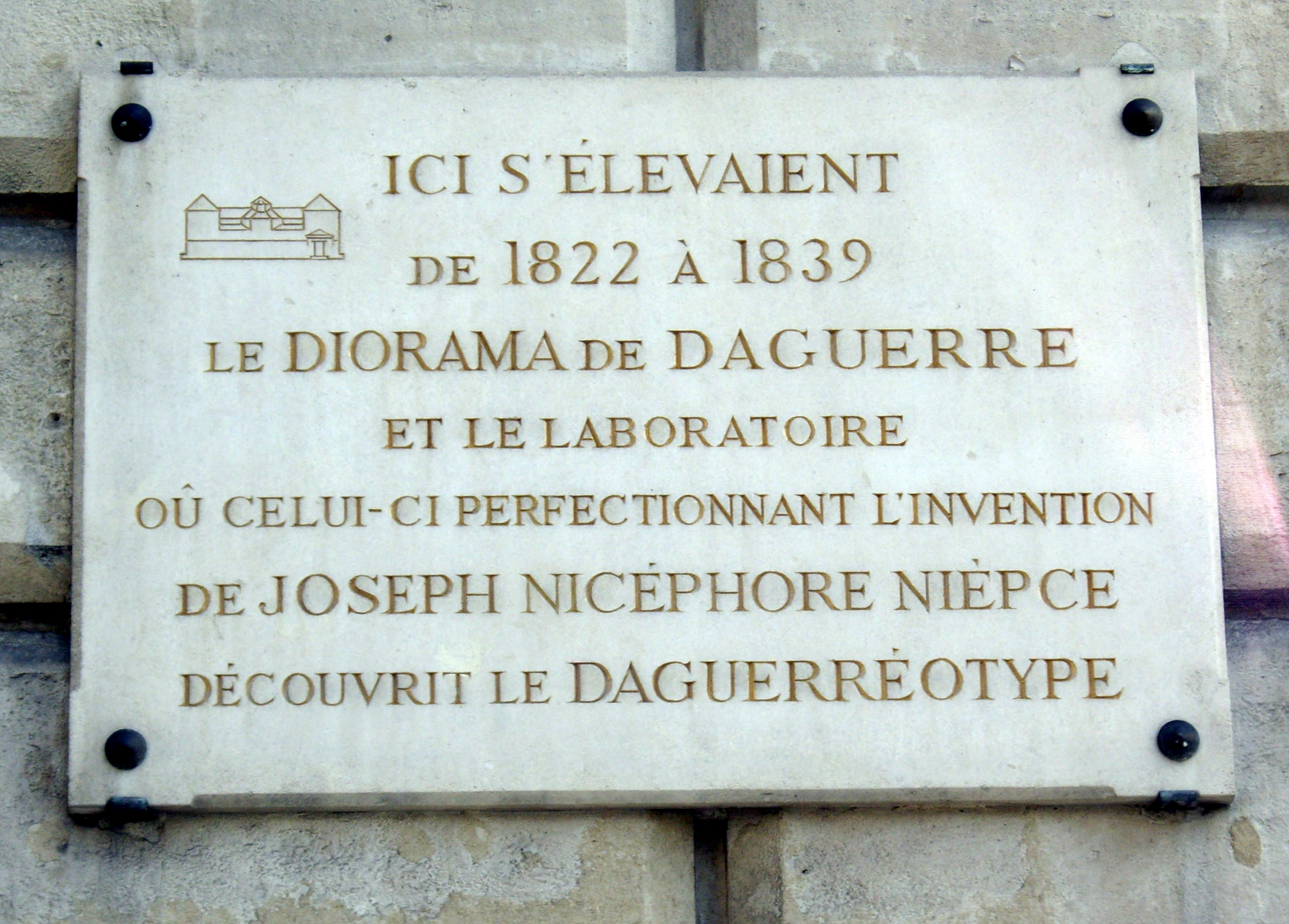
Plaque apposée sur le mur de la caserne Vérines, rue Léon-Jouhaux, Paris 10e, marquant l'emplacement du diorama et du laboratoire de Louis Daguerre, détruits par un incendie en mars 1839.

Le  diorama de Louis Daguerre — appelé « polyorama panoptique » — est un dispositif illusionniste élaboré à Paris au début du XIXe siècle, conçu comme un divertissement théâtral par son inventeur, le peintre et décorateur Louis Daguerre.
L'unique exemplaire subsistant est conservé dans le chœur de l'église Saint-Gervais-Saint-Protais de Bry-sur-Marne, dans le Val-de-Marne. Achevé en 1842, il est le dernier des dioramas peints par Daguerre. Il est classé Monument historique depuis 1913.

## Historique
Après avoir appliqué en 1803 le principe du diorama aux décors de théâtre en créant de grands tableaux romantiques animés par des jeux de lumières, Louis Daguerre ouvrit en 1822 le diorama de Paris pour présenter ses tableaux à effets conçus avec le peintre Charles Marie Bouton. Ses décors monumentaux étaient peints en double face sur un support en toile translucide et se modifiaient en continu avec les variations de la lumière du jour.
En mars 1839, le Diorama de Paris est détruit par un incendie. 
En 1842, il installe son diorama dans l'église de Bry-sur-Marne. Le principe du diorama fut ensuite reproduit à échelle réduite dans des boîtiers miniatures vendus à la sortie de ses spectacles sous le nom de « polyoramas panoptiques ». Au même moment, Daguerre se lance dans la commercialisation et la diffusion du procédé photographique qui porte son nom, le daguerréotype, qui connaîtra un énorme succès.

## Une expérience théâtrale inédite
Le diorama fut un divertissement populaire entre 1822 et 1880, tant à Paris qu'à Londres et en Écosse. Conçu comme une alternative au très populaire panorama (peinture panoramique), le diorama était une expérience théâtrale présentée au public dans une salle spécialement conçue par Daguerre. Trois cent cinquante spectateurs faisaient la queue pour contempler une peinture de paysage dont l'apparence se modifiait de manière tantôt subtile, tantôt dramatique. La plupart d'entre eux restaient debout pendant les 10 à 15 minutes du spectacle. L'ensemble des spectateurs était ensuite entraîné par un énorme plateau rotatif vers une seconde représentation. Les modèles de diorama plus tardifs comportaient même une troisième scène.
Les scènes peintes atteignaient 7 m de large et 6,5 m de haut. Chacune était peinte à la main sur une toile dont la transparence était conservée dans certaines zones choisies. Une série de ces panneaux était disposée en profondeur dans un tunnel tronqué et éclairée par la lumière naturelle redirigée.
En fonction de l'intensité, de la direction de la lumière et de l'adresse des opérateurs pour manipuler ces sources, la scène semblait se modifier. Les effets étaient si subtilement rendus que le public, y compris les critiques, demeurait ébahi, croyant observer des scènes réelles. Le diorama de Bry-sur-Marne comportait des bougies dont la flamme, en s'éteignant, laissait apparaître la mèche incandescente et sa traînée de fumée.

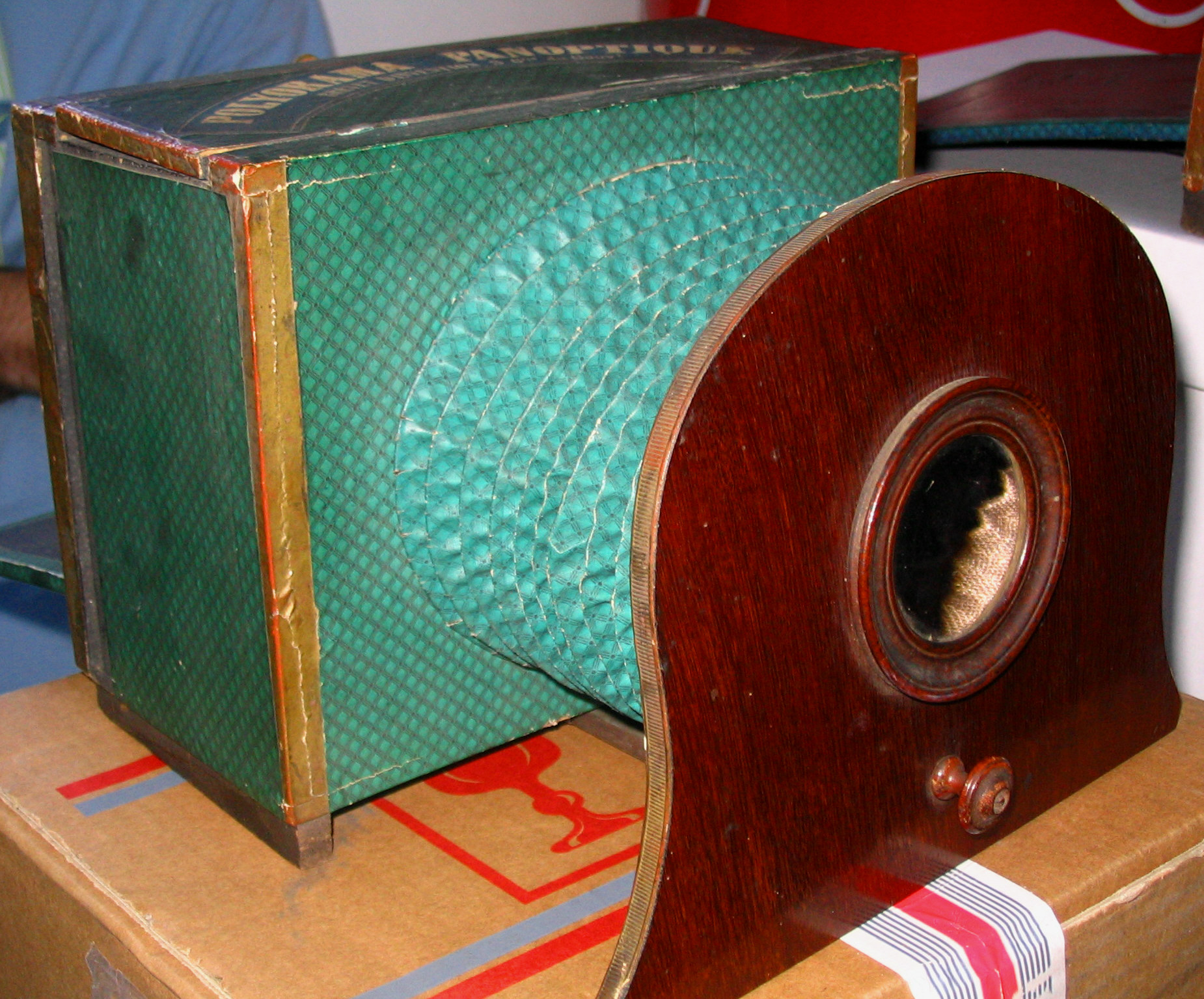
Boîtier d'un polyorama panoptique Louis Daguerre. Le soufflet assure la mise au point de la vue que l'on observe par l'ouverture ronde.
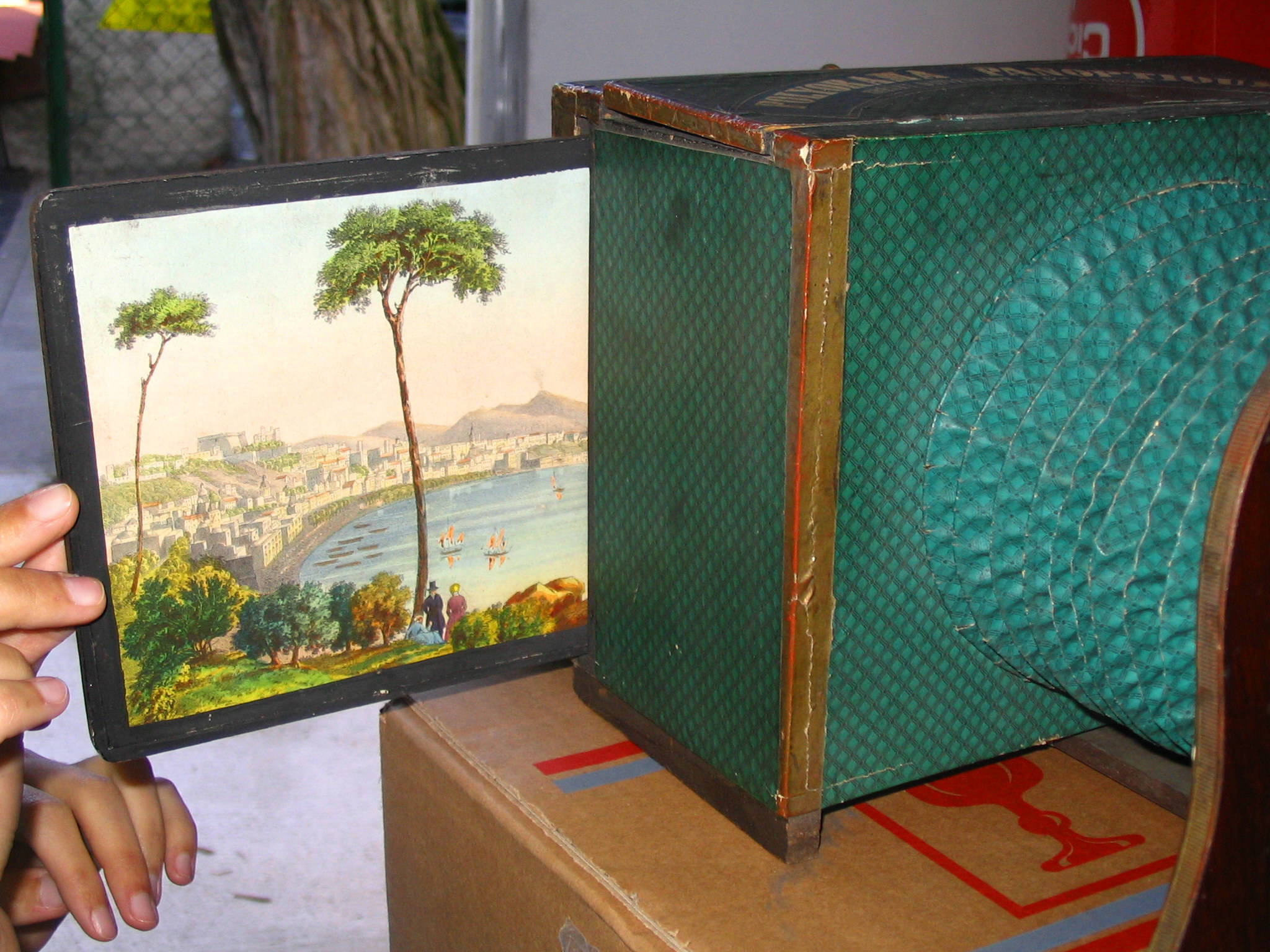
Peinture à transparences d'un polyorama, vue extraite du boîtier. Le changement progressif de l'image est produit par la simple ouverture d'un volet qui laisse entrer la lumière dans la chambre.
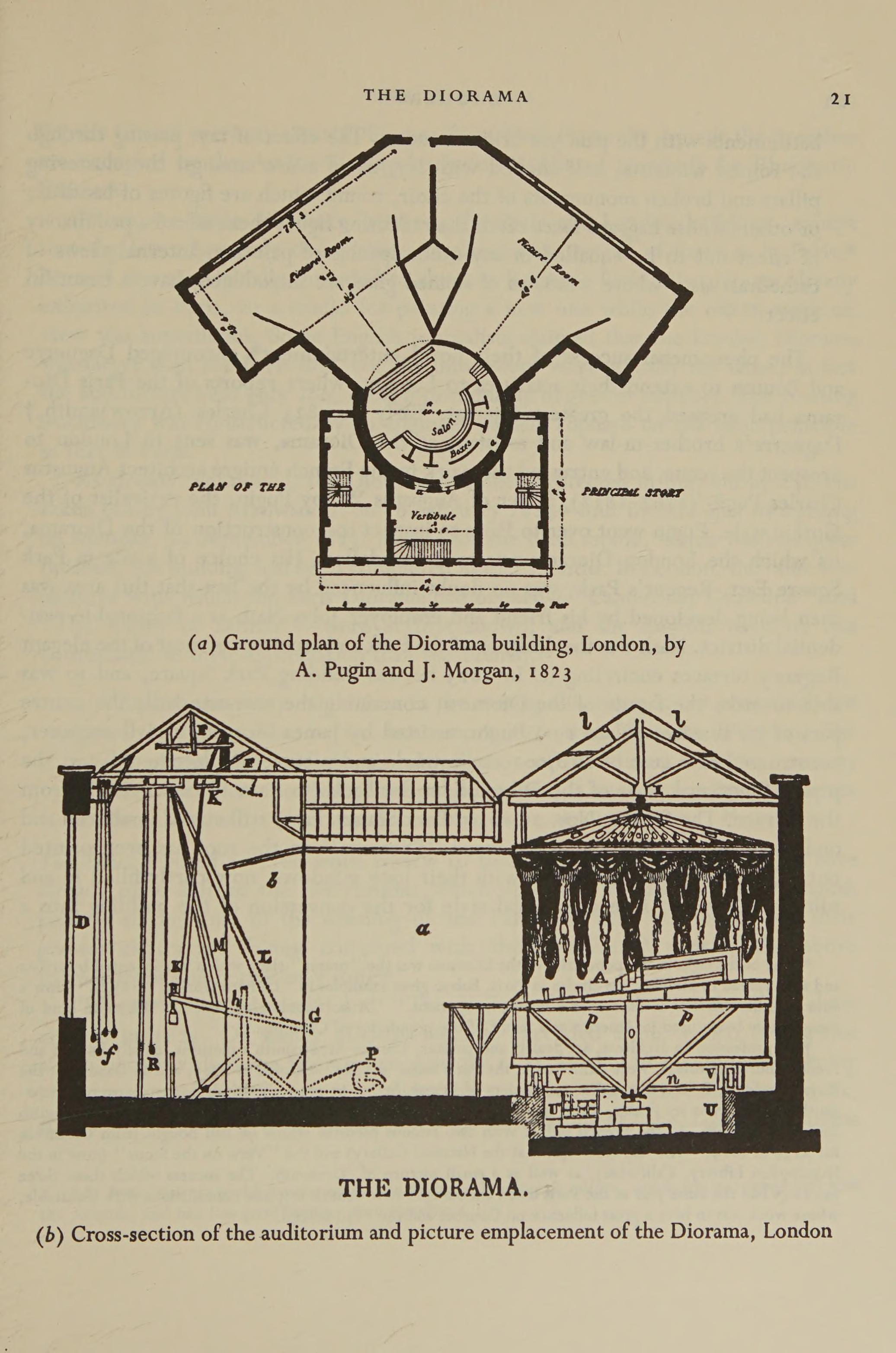
Plan et coupe du diorama de Daguerre à Londres.